# Стражишче (Равне на Корошкем)
Стражишче (словен. Stražišče) је насељено место у општини Равне на Корошкем, Корушка регија, Словенија.

## Историја
До територијалне реорганизације у Словенији било је у саставу старе општине Равне на Корошкем.

## Становништво
У попису становништва из 2011. Стражишче је имало 206 становника.
| Број становника према пописима | Број становника према пописима | Број становника према пописима |
| ------------------------------ | ------------------------------ | ------------------------------ |
| 1991                           | 2002                           | 2011                           |
| 373                            | 214                            | 206                            |

Напомена: Године 1998. умањено за део насеља који је припојен насељу Преваље (Преваље).